# Julen Retegi
Julen Retegi Altzugarai, llamado Retegi BI, nacido en Pamplona (Navarra) el 29 de julio de 1985, pero residente en Erasun, es un pelotari español de pelota vasca en la modalidad de mano. Es hijo del pelotari Julián Retegi.
En su palmarés consta la victoria en el Manomanista de 2ª en 2008, y en el Campeonato de mano parejas de 2ª de los años 2007 y 2008. En octubre de 2008 debutó en 1ª categoría en el Campeonato de Euskadi del Cuatro y Medio 2008. En 2009 participará por primera vez en el Campeonato manomanista de 1ª categoría.
En julio de 2009 abandono la empresa Asegarce para fichar por ASPE, en la que iniciaría una nueva etapa profesional.

## Familia de pelotaris
Julen Retegi pertenece a una dinastía de pelotaris manomanistas de Erasun (Navarra). La dínastía fue iniciada por su tío abuelo, Juan Ignacio Retegi (Retegui I), 6 veces campeón del manomanista y primer navarro en adjudicarse este torneo en 1969. El padre de Julen, Julián Retegi, sería conocido como Retegi II y se convertiría en el pelotari manomanista más laureado de la historia, con once txapelas. Otros miembros de la familia Retegi también han sido pelotaris profesionales, como su tío José Mari (Retegi IV), campeón del manomanista de segunda en 1982.
Si hubiera seguido la tradición del mundo de la pelota vasca, Julen Retegi debería haberse llamado profesionalmente Retegi VII o Retegi VIII (existen discrepancias sobre cual de estos números le hubiera correspondido) al haber habido anteriormente tantos pelotaris profesionales que llevaban su mismo apellido,  pero el joven pelotari decidió romper con esta tradición y bautizarse como Retegi Bi (bi significa dos en euskera).

## Palmarés
- Campeón del Manomanista de promoción, 2008
- Campeón del Campeonato de Parejas de promoción, 2007 y 2008

## Final del Manomanista
| Año  | Campeón       | Subcampeón | Tanteo | Frontón   |
| ---- | ------------- | ---------- | ------ | --------- |
| 2014 | Mtz. de Irujo | Retegi BI  | 22-9   | Atano III |

## Final del Manomanista de 2.ª categoría
| Año  | Campeón   | Subcampeón | Tanteo | Frontón       |
| ---- | --------- | ---------- | ------ | ------------- |
| 2008 | Retegi Bi | Larralde   | 22-09  | Amorebieta IV |

## Final del Cuatro y Medio de 2ª categoría
| Año  | Campeón    | Subcampeón | Tanteo | Frontón |
| ---- | ---------- | ---------- | ------ | ------- |
| 2005 | Arretxe II | Retegi BI  | 22-21  | Labrit  |

## Finales del Campeonato de Parejas de 2ª categoría
| Año  | Campeón          | Subcampeón          | Tanteo | Frontón |
| ---- | ---------------- | ------------------- | ------ | ------- |
| 2007 | Retegi BI-Argote | Uriarte-Galarza VII | 22-18  | Labrit  |
| 2008 | Retegi BI-Argote | Arretxe II-Eskudero | 22-2   | Labrit  |